# Musicarello
 Pour plus de détails, voir le corps de l'article.
Le musicarello est un sous-genre du cinéma populaire italien destiné à un jeune public. Ses caractéristiques principales étaient de participer à la promotion des disques de chanteurs à la mode et de mettre en avant les styles de vie des adolescents ; polémiquant vaguement sur les générations précédentes. La prospérité du marché de la chanson de variété aidant, ce genre cinématographique atteignit son apogée au cours des années 1960 puis est tombé en désuétude avec les révoltes étudiantes de mai 1968.

## Histoire
Selon le critique Stefano Della Casa, le nom musicarello est un mot-valise provenant de musique et de carosello, pour l'aspect publicitaire de ce genre de film.
La trame des scénarios en était des plus simples : les scènes, presque toujours tournées sur une plage, narrent de chastes histoires d'amour se déroulant dans une ambiance insouciante et joyeuse où prime le désir de s'amuser et de danser ; le tout ponctué de chansons interprétées par des chanteurs « en vogue ».
Le premier musicarello est Les Mordus du juke-box de Lucio Fulci, sorti en 1959, avec entre autres Adriano Celentano.

## Réalisateurs de musicarellos
- Mario Amendola
- Giorgio Bianchi
- Gianfranco Baldanello
- Ferdinando Baldi
- Lina Wertmüller
- Tullio Piacentini (it)
- Bruno Corbucci
- Daniele D'Anza
- Ruggero Deodato
- Ettore Maria Fizzarotti
- Lucio Fulci
- Aldo Grimaldi
- Mariano Laurenti
- José Luis Merino
- Enzo Trapani

## Filmographie

### Musicarello melodico - Stornellos mélodiques romains et napolitains
- Canzoni per le strade (1949) de Mario Landi - avec Luciano Tajoli, Antonella Lualdi, Ernesto Calindri, Carlo Ninchi
- Don Lorenzo (1951) de Carlo Ludovico Bragaglia - avec Luciano Tajoli, Andrea Checchi, Franco Interlenghi, Rossana Podestà, Dante Maggio
- Il microfono è vostro (1951) de Roberto Bennati - avec Gisella Sofio, Enrico Luzi, Aroldo Tieri, Quartetto Cetra
- Canzone de primavera (1951) de Mario Costa - avec Leonardo Cortese, Delia Scala, Claudio Villa, Aroldo Tieri
- La favorita (1952) de Cesare Barlacchi - avec Gino Sinimberghi, Sofia Lazzaro, Paolo Silveri, Franca Tamantini
- Canzoni de mezzo secolo (1952) de Domenico Paolella - avec Cosetta Greco, Marco Vicario, Carlo Dapporto, Silvana Pampanini
- Il romanzo della mia vita (1952) de Lionello De Felice - avec Luciano Tajoli, Antonella Lualdi, Giulietta Masina
- Canzoni, canzoni, canzoni (1953) de Domenico Paolella - avec Alberto Sordi, Silvana Pampanini, Antonella Lualdi, Franco Interlenghi
- Tarantella napoletana (1953) de Camillo Mastrocinque - avec Clara Bindi, Clara Crispo, Dino Curcio, Renato de Napoli
- Il vento m'ha cantato una canzone (1953) de Camillo Mastrocinque - avec Laura Solari, Alberto Sordi, Virgilio Riento, Pietro Bigerna
- Carosello napoletano (1954) de Ettore Giannini - avec Paolo Stoppa, Sophia Loren, Giacomo Rondinella, Clelia Matania
- Carovana de canzoni (1954) de Sergio Corbucci - avec Achille Togliani, Memmo Carotenuto, Galeazzo Benti, Dante Maggio
- Canzone d'amore (1954) de Giorgio Simonelli - avec Claudio Villa, Maria Fiore, Bruna Corrà, Walter Santesso
- Cento serenate (1954) de Anton Giulio Majano - avec Maria Fiore, Giacomo Rondinella, Gérard Landry
- Lacrime d'amore (1954) de Pino Mercanti - avec Achille Togliani, Catina Ranieri, Otello Toso, Umberto Spadaro
- Napoli piange e ride (1954) de Flavio Calzavara - avec Luciano Tajoli, Jula De Palma, Vincenzo Musolino
- Quando tramonta il sole (1955) de Guido Brignone - avec Carlo Giuffrè, Maria Fiore, Abbe Lane, Giacomo Rondinella, Alberto Rabagliati
- Canzoni de tutta Italia (1955) de Domenico Paolella - avec Rossana Podestà, Marco Vicario, Anna Maria Ferrero, Silvana Pampanini
- Cantando sotto le stelle (1956) de Marino Girolami - avec Johnny Dorelli, Nilla Pizzi, Luciano Tajoli, Rino Salviati, Memmo Carotenuto
- Canzone proibita (1956) de Flavio Calzavara - avec Claudio Villa, Fiorella Mari, Franco Silva, Dante Maggio
- Il cantante misterioso (1956) de Marino Girolami - avec Luciano Tajoli, Marcella Mariani, Carlo Campanini, Ennio Girolami
- Il canto dell'emigrante (1956) de Andrea Forzano - avec Luciano Tajoli, Marina Berti, Maria Pia Casilio, Carlo Campanini
- Ascoltami (1957) de Carlo Campogalliani - avec Luciano Tajoli, Jannette Vidor, Joachim Fuchsberger
- La canzone più bella (1957) de Ottorino Franco Bertolini - avec Carlo D'Angelo, Jula De Palma, Emilio Pericoli, Memmo Carotenuto
- La canzone del destino (1957) de Marino Girolami - avec Claudio Villa, Milly Vitale, Marco Guglielmi, Carlo Campanini
- Primo applauso (1957) de Pino Mercanti - avec Claudio Villa, Carlo Dapporto, Riccardo Billi, Mario Riva
- Serenate per 16 bionde (1957) de Marino Girolami - avec Claudio Villa, Carletto Sposito, Riccardo Billi, Mario Riva, Liliana Feldmann
- Sette canzoni per sette sorelle (1957) de Marino Girolami - avec Claudio Villa, Lorella De Luca, Lucio Rivelli, Franco Coop
- Carosello de canzoni (1958) de Luigi Capuano - avec Maria Fiore, Wandisa Guida, Raffaele Pisu, Giuseppe Porelli
- Fontana de Trevi (1960) de Carlo Campogalliani - avec Claudio Villa, Maria Grazia Buccella, Carlo Croccolo, Mario Carotenuto
- Granada, addio! (1967) de Marino Girolami - avec Claudio Villa, Raimondo Vianello, Susanna Martin

### Musicarello
- Cerasella (1959) de Raffaello Matarrazzo avec Claudia Mori, Mario Girotti, Luigi De Filippo, Fausto Cigliano
- I ragazzi del juke-box (1959) de Lucio Fulci - avec Tony Dallara, Betty Curtis, Fred Buscaglione, Mario Carotenuto, Adriano Celentano
- Appuntamento a Ischia (1960) de Mario Mattoli - avec Domenico Modugno, Maria Letizia Gazzoni, Mina, Antonella Lualdi, Carlo Croccolo
- Madri pericolose (1960) de Domenico Paolella - avec Delia Scala, Mina, Riccardo Garrone, Evi Maltagliati, Ave Ninchi
- Urlatori alla sbarra (1960) de Lucio Fulci - avec Joe Sentieri, Mina, Adriano Celentano, Chet Baker, Elke Sommer
- Sanremo - La grande sfida (1960) de Piero Vivarelli - avec Mario Carotenuto, Teddy Reno, Adriano Celentano, Domenico Modugno
- I Teddy boys della canzone (1960) de Domenico Paolella - avec Teddy Reno, Mina, Mario Carotenuto, Tony Dallara, Ave Ninchi, Paolo Panelli, Delia Scala, Little Tony
- 5 marines per 100 ragazze (1961) de Mario Mattoli - avec Ugo Tognazzi, Raimondo Vianello, Virna Lisi, Little Tony
- Pesci d'oro e bikini d'argento (1961) de Carlo Veo - avec Peppino di Capri, Nico Fidenco, Guidone, Little Tony,
- Mina... fuori la guardia (1961) de Armando W. Tamburella - avec Mina, Arturo Testa, Aroldo Tieri, Vittorio avecgia, Carlo Croccolo
- Io bacio... tu baci (1961) de Piero Vivarelli - avec Mina, Adriano Celentano, Mario Carotenuto, Umberto Orsini, Carlo Pisacane
- Uno strano tipo (1962) de Lucio Fulci - avec Adriano Celentano, Claudia Mori, Erminio Macario, Nino Taranto
- Appuntamento in Riviera (1962) de Mario Mattoli - avec Tony Renis, Mina, Graziella Granata, Francesco Mulè
- Canzoni a tempo di twist (1962) de Stefano Canzio - avec Betty Curtis, Peppino di Capri, Pino Donaggio, Nico Fidenco, Giorgio Gaber
- Canzoni nel mondo (1963) de Vittorio Sala - avec Mina, Gilbert Bécaud, Peppino di Capri, Dean Martin, Melina Mercouri, Marpessa Dawn
- Canzoni in... bikini (1963) de Giuseppe Vari - avec Jo Fedeli, Enrico Polito, Miranda Martino, Gianni Meccia, Armandino, I Latins, Edoardo Vianello, Ornella Vanoni, Gianni Dei
- Urlo contro melodia nel Cantagiro '63 (1963) de Arturo Gemmiti - avec Enrico Maria Salerno, Luciano Tajoli, Little Tony
- Questo pazzo, pazzo mondo della canzone (1964) de Bruno Corbucci, Giovanni Grimaldi - avec Sandra Mondaini, Aroldo Tieri, Valeria Fabrizi
- I ragazzi dell'Hully Gully (1964) de Marcello Giannini - avec Alicia Brandet, Claudio Privitera, Ave Ninchi, Angela Luce, Carlo Pisacane, Carlo Delle Piane, Carlo Dapporto
- Una lacrima sul viso (1964) de Ettore M. Fizzarotti - avec Bobby Solo, Laura Efrikian, Nino Taranto, Lucy D'Albert
- Soldati e caporali (1964) de Mario Amendola - avec Tony Renis, Gabriele Antonini, Franco Franchi, Ciccio Ingrassia
- Canzoni, bulli e pupe (1964) de Carlo Infascelli - avec Franco e Ciccio, Nini Rosso, le gemelle Kessler, Cocky Mazzetti, Bruno Filippini, Gigliola Cinquetti, Clem Sacco
- À genoux devant toi (In ginocchio da te, 1964) de Ettore M. Fizzarotti - avec Gianni Morandi, Laura Efrikian, Margaret Lee, Nino Taranto
- Altissima pressione (1965) de Enzo Trapani - avec Dino, Gianni Morandi, Lucio Dalla, Peppino Gagliardi, Lando Fiorini
- Non son degno di te (1965) de Ettore M. Fizzarotti - avec Gianni Morandi, Laura Efrikian, Nino Taranto, Enrico Viarisio
- Mi vedrai tornare (1965) de Ettore M. Fizzarotti - avec Gianni Morandi, Elisabetta Wu, Nino Taranto
- Questi pazzi, pazzi italiani (1965) de Tullio Piacentini - avec Fred Bongusto, Le Amiche, Nicola de Bari, Peppino di Capri, Edoardo Vianello, Petula Clark
- Rita, la figlia americana (1965) de Piero Vivarelli - avec Totò, Rita Pavone, Fabrizio Capucci, Lina Volonghi, The Rokes
- Viale della canzone (1965) de Tullio Piacentini - avec Bobby Solo, Edoardo Vianello, Pino Donaggio, Nico Fidenco, Los Marcellos Ferial
- 008 Operazione ritmo (1965) de Tullio Piacentini - avec Gianni Morandi, Betty Curtis, Peppino Gagliardi, Jimmy Fontana, Luigi Tenco
- Rita la zanzara (1966) de George Brown (Lina Wertmüller) - avec Rita Pavone, Giancarlo Giannini, Bice Valori, Turi Ferro
- Perdono (film) (1966) de Ettore M. Fizzarotti - avec Caterina Caselli, Fabrizio Moroni, Laura Efrikian, Nino Taranto
- Se non avessi più te (1966) de Ettore M. Fizzarotti - avec Gianni Morandi, Laura Efrikian, Nino Taranto, Enrico Viarisio, Dolores Palumbo
- Dio, come ti amo! (1966) de Miguel Iglesias - avec Gigliola Cinquetti, Mark Damon, Micaela Cendali, Antonio Mayans, Trini Alonso
- Te lo leggo negli occhi (it) (1966) de Camillo Mastrocinque - avec Dino, Agnes Spaak, Nino Taranto
- Gatto Filippo: Licenza d'incidere (1966) de Daniele D'Anza e Pino Zac - avec Gigliola Cinquetti, Peppino Gagliardi, Wilma Goich, Fausto Leali, Georgia Moll, Liana Orfei, Gino Paoli, Iva Zanicchi. Voci dei personaggi animati de Carlo Croccolo
- Per un pugno di canzoni (1966) de José Luis Merino - avec The Honeybeats, I Kings, I Pelati, Equipe 84, Françoise Hardy, Vivi Bach, Tony Cucchiara, Tony Del Monaco, Lucio Dalla, Ornella Vanoni, Los Marcellos Ferial, Adriano Celentano
- La battaglia dei Mods de Franco Montemurro (1966) - avec Ricky Shayne, Enzo Cerusico, Donovan.
- Z2 Operazione Circeo (1966) de Alberto Cavallone - avec Orietta Berti, Sergio Endrigo, Rosy, Gianni Morandi, i Giganti, Gene Pitney, Ricky Shayne, Marianne Faithfull
- Mondo pazzo... gente matta! (1966) de Renato Polselli - avec i Romans, Aura D'Angelo, Silvana Pampanini, Enzo Cerusico, Franco Latini
- L'immensità (La ragazza del Paip's) (1967) de Oscar De Fina - avec Don Backy, Giuny Marchesi, The Motowns, Caterina Caselli, Patty Pravo, Riki Maiocchi,
- Cuore matto... matto da legare (1967) de Mario Amendola - avec Little Tony, Eleonora Brown, Ferruccio Amendola, Lucio Flauto
- La feldmarescialla - Rita fugge... lui corre... egli scappa (1967) de Steno - avec Rita Pavone, Francis Blanche, Mario Girotti, Aroldo Tieri
- Io non protesto, io amo (1967) de Ferdinando Baldi - avec Caterina Caselli, Livio Lorenzon, Mario Girotti, Enrico Montesano
- Little Rita nel West (1967) de Ferdinando Baldi - avec Rita Pavone, Terence Hill, Teddy Reno, Gordon Mitchell
- Marinai in coperta (1967) de Bruno Corbucci - avec Little Tony, Sheyla Rosin, Lucio Flauto, Ferruccio Amendola
- Nel sole (1967) de Aldo Grimaldi - avec Al Bano, Romina Power, Linda Christian, Carlo Giordana, Nino Taranto, Franco e Ciccio
- Non mi dire mai goodbye (1967) de Gianfranco Baldanello - avec Tony Renis, Niki, Nino Terzo, Ignazio Leone, Dada Gallotti
- Non stuzzicate la zanzara (1967) de Lina Wertmüller - avec Rita Pavone, Giancarlo Giannini, Giulietta Masina, Romolo Valli
- I ragazzi di Bandiera Gialla (1967) de Mariano Laurenti - avec Gianni Pettenati, Gianni Boncompagni, Lucio Dalla, Patty Pravo, Gli Idoli, The Primitives, The Sorrows
- Per amore... per magia... (1967) de Duccio Tessari - avec Gianni Morandi, Rosemarie Dexter, Mischa Auer
- Quando dico che ti amo (1967) de Giorgio Bianchi - avec Tony Renis, Lola Falana, Alida Chelli, Annarita Spinaci, Enzo Jannacci, Lucio Dalla, Caterina Caselli
- Riderà (Cuore matto) (1967) de Bruno Corbucci - avec Little Tony, Marisa Solinas, Ferruccio Amendola, Oreste Lionello, Anita Sanders
- Totò yè yè (1967) de Daniele D'Anza - avec Totò, Mario Castellani, Didi Perego, Gianni Bonagura, Mina, Patty Pravo, Tony Renis, Ricky Shayne
- Tutto Totò (1967) de Daniele D'Anza - avec Totò, Gordon Mitchell, Ubaldo Lay, Mario Castellani, Gianni Morandi
- Una ragazza tutta d'oro (1967) de Mariano Laurenti - avec Iva Zanicchi, Ricky Shayne, Enrico Simonetti
- Stasera mi butto (1967) de Ettore M. Fizzarotti - avec Lola Falana, Giancarlo Giannini, Marisa Sannia, Nino Taranto
- Chimera (1968) de Ettore M. Fizzarotti - avec Gianni Morandi, Laura Efrikian, Nino Taranto, Katya Moguy
- Donne... botte e bersaglieri (1968) de Ruggero Deodato - avec Little Tony, Ferruccio Amendola, Janet Agren, Carlo Pisacane
- Non ti scordar di me (1968) de Enzo Battaglia - avec Sergio Leonardi, Caterina Caselli, Teresa Gimpera
- L'oro del mondo (1968) de Aldo Grimaldi - avec Al Bano, Romina Power, Carlo Giordana, Linda Christian, Nino Taranto
- Peggio per me... meglio per te (1968) de Bruno Corbucci - avec Little Tony, Katia Kristina, Gianni Agus, Aldo Puglisi, Maria Pia avecte, Antonella Steni
- La più bella coppia del mondo (1968) de Camillo Mastrocinque - avec Walter Chiari, Paola Quattrini, Aldo Giuffrè, Francesco Mulè
- Vacanze sulla Costa Smeralda (1968) de Ruggero Deodato - avec Little Tony, Silvia Dionisio, Ferruccio Amendola, Francesco Mulè, Tamara Baroni
- Soldati e capelloni (1968) de Ettore M. Fizzarotti - avec Peppino De Filippo, Lia Zoppelli, Gianni Agus, Valeria Fabrizi
- Il sole è di tutti (1968) de Domenico Paolella - avec Dino, Jimmy Fontana, Mauro Lusini, I Girasoli, Le Pecore Nere.
- Io ti amo (1968) de Antonio Margheriti - avec Alberto Lupo, Dalida
- Il professor Matusa e i suoi hippies (1968) de Luigi De Maria - avec Riccardo Del Turco, Riki Maiocchi, Gli Scooters, Little Tony
- Pensando a te (1969) de Aldo Grimaldi - avec Al Bano, Romina Power, Nino Taranto, Paolo Villaggio, Francesco Mulè
- Pensiero d'amore (1969) de Mario Amendola - avec Mal, Silvia Dionisio, Angela Luce, Pietro De Vico, Pippo Franco
- Zingara (1969) de Mariano Laurenti - avec Bobby Solo, Loretta Goggi, Pippo Franco
- Zum Zum Zum - La canzone che mi passa per la testa (1969) de Bruno Corbucci - avec Little Tony, Isabella Savona, Peppino De Filippo
- Zum Zum Zum nº 2 (1969) de Bruno Corbucci - avec Little Tony, Isabella Savona, Pippo Baudo, Orietta Berti
- Il ragazzo che sorride (1969) de Aldo Grimaldi - avec Al Bano, Rocky Roberts, Susanna Martinkova, Riccardo Garrone
- Il suo nome è Donna Rosa (1969) de Ettore M. Fizzarotti - avec Al Bano, Romina Power, Dolores Palumbo, Enzo Cannavale
- Lisa dagli occhi blu (1969) de Bruno Corbucci - avec Mario Tessuto, Silvia Dionisio, Walter Brugiolo, Vittorio avecgia, Piero Mazzarella, Mario Carotenuto
- Amore Formula 2 (1970) de Mario Amendola - avec Mal, Giacomo Agostini, Lino Banfi, Annabella Inavectrera, Tery Hare, Gérard Herter
- Lacrime d'amore (1970) de Mario Amendola - avec Mal, Silvia Dionisio, Francesco Mulè, Ferruccio Amendola, Carlo Delle Piane
- W le donne (1970) de Aldo Grimaldi - avec Little Tony, Luciano Fineschi, Pippo Franco, Pippo Baudo
- Lady Barbara (1970) de Mario Amendola - avec Paola Tedesco, Renato dei Profeti, Carlo Delle Piane, Pietro De Vico, Rosita Toros
- Quelli belli... siamo noi (1970) de Giorgio Mariuzzo - avec Maurizio Arcieri, Orchidea De Santis, Lino Banfi, Carlo Dapporto, Loredana Bertè, Isabella Biagini
- Mezzanotte d'amore (1970) de Ettore M. Fizzarotti - avec Al Bano, Romina Power, Nino Taranto, Bice Valori, Paolo Panelli
- Angeli senza paradiso (1970) de Ettore M. Fizzarotti - avec Romina Power, Al Bano, Agostina Belli, Paul Muller, Wolf Fisher
- Terzo canale - Avventura a Montecarlo (1970) de Giulio Paradisi - avec i The Trip, Gabriella Giorgelli, Mal, New Trolls, I Ricchi e Poveri
- Ma che musica maestro (1971) de Mariano Laurenti - avec Gianni Nazzarro, Agostina Belli, Franco & Ciccio, Gigi Reder

### Musicarello neomelodico
- La pagella (1980) de Ninì Grassia - avec Mario Trevi, Marc Pirel, Marisa Laurito, Marzio Honorato
- Pe' sempe (1982) de Gianni Crea - avec Mario Caputo. Françoise Perrot, Antonella Lualdi, Lucia Cassini, Maria de Maio, Franco Citti
- Pronto… Lucia (1982) de Ciro Ippolito - avec Carmelo Zappulla, Annie Belle, Clelia Rondinella, Jeff Blynn, Marisa Laurito, Benito Artesi
- Pover'ammore (1982) de Vincenzo Salviani, Fernando Di Leo (n.c.) - avec Carmelo Zappulla, Luc Merenda, Lina Polito, Rosa Fumetto
- L'ave maria (1982) de Ninì Grassia - avec Nino D'Angelo, Maria Rosaria Omaggio, Elena Valentino, Lino Crispo
- L'ammiratrice (1983) de Romano Scandariato - avec Nino D'Angelo, Annie Belle, Marina Morra, Carmine Iorio
- La discoteca (1983) de Mariano Laurenti - avec Nino D'Angelo, Roberta Olivieri, Cinzia Bonfantini
- Un jeans e una maglietta (1983) de Mariano Laurenti - avec Nino D'Angelo, Enzo Cannavale, Bombolo, Roberta Olivieri, Dino Somma
- 'O surdato 'nnammurato (1983) de Ninì Grassia - avec Franco Cipriani, Elena Valentino, Annie Belle
- 'O surdato 'nnammuratoZampognaro innamorato (1983) de Ciro ippolito - avec Carmelo Zappulla, Angela Luce, Giacomo Rondinella, Franco Bracardi, Lorella Cuccarini
- 'O surdato 'nnammuratoLaura... a 16 anni mi dicesti sì (1983) de Alfonso Brescia - avec Carmelo Zappulla, Maria Romano, Benedetto Casillo, Gianni Ciardo
- 'O surdato 'nnammuratoIl motorino (1984) de Ninì Grassia - avec Mario Da Vinci, Sal Da Vinci, Lino Crispo, Vincenzo Falanga, Nunzio Gallo, Bianca Sollazzo,
- Uno scugnizzo a New York (1984) de Mariano Laurenti - avec Nino D'Angelo, Yawe Davis, Claudia Vegliante, Enzo Cerusico
- Popcorn e patatine (1985) de Mariano Laurenti - avec Nino D'Angelo, Roberta Olivieri, Lucio Montanaro, Pippo Cairelli
- Fotoromanzo (1986) de Mariano Laurenti - avec Nino D'Angelo, Maria Chiara Sasso, Gabriele Villa, Cinzia De Ponti

### Musicarello ultérieurs
- Piange... il telefono (1975) de Lucio De Caro - avec Domenico Modugno, Francesca Guadagno, Marie Yvonne Danaud, Claudio Lippi
- Figlio delle stelle (1979) de Carlo Vanzina - avec Alan Sorrenti, Jennifer, Anne Marie Carell, Tommaso Polgar
- Maschio, femmina, fiore, frutto (1979) de Ruggero Miti - avec Anna Oxa, Massimo Boldi, Ninetto Davoli, Jimmy il Fenomeno
- Champagne in paradiso (1983) de Aldo Grimaldi - avec Al Bano, Romina Power, Francesca Romana Coluzzi, Gegia
- Ciao ma'... (1988) de Giandomenico Curi - avec Vasco Rossi, Claudia Gerini, Lorenzo Flaherty, Marco Leonardi
- Tano da morire (1997) de Roberta Torre - avec Ciccio Guarino, Enzo Paglino, Mimma De Rosalia, Maria Aliotta
- Jolly Blu (1998) de Stefano Salvati - avec Max Pezzali, Alessia Merz, Sabrina Salerno, Kimberly Ann Greene
- Annaré (1998) de Ninì Grassia - avec Gigi D'Alessio, Maria Monsè, Fabio Testi, Loredana Romito, Biagio Izzo, Amedeo Goria
- Cient'anne (1999) de Ninì Grassia - avec Gigi D'Alessio, Mario Merola, George Hilton, Giorgio Mastrota
- Pazzo d'amore (1999) de Mariano Laurenti - Luciano Caldore, Laura Chiatti, Lorenzo Flaherty, Marisa Merlini, Aldo Ralli
- T'amo e t'amerò (1999) de Ninì Grassia - Luciano Caldore, Francesca Rettondini, Barbara Chiappini, Solange
- Aitanic (2000) de Nino D'Angelo - avec Nino D'Angelo, Sabina Began, Giacomo Rizzo, Mauro de Francesco
- Sud Side Stori (2000) de Roberta Torre - avec Forstine Ehobor, Bobo Rondelli, Amaka Jinder, Kemi Toyin, Little Tony
- Grazie Padre Pio (2001) de Amedeo Gianfrotta - avec Gigione, Jo Donatello, Cinzia Profitta, Antonio Allocca
- Zeta - Una storia hip-hop (2016) de Cosimo Alemà - avec Izi, Irene Vetere, Jacopo Olmo Antinori